# Llanberis
Llanberis är en ort och community i Storbritannien.   Orten ligger vid sjön Llyn Padarn i kommunen Gwynedd och riksdelen Wales, i den sydvästra delen av landet, 300 km nordväst om huvudstaden London. Strax utanför Llanberis ligger borgruinen Dolbadarn Castle.